# Lijst van burgemeesters van Leerbroek
Dit is een lijst van burgemeesters van de voormalige Nederlandse gemeente Leerbroek tot deze in 1986 opging in de nieuwe gemeente Zederik.
| Ambtsperiode | Naam burgemeester                        | Partij of stroming | Bijzonderheden                                                                           |
| ------------ | ---------------------------------------- | ------------------ | ---------------------------------------------------------------------------------------- |
| 18?? - 1831? | P.L. Tissot van Patot                    |                    | tevens burgemeester van burgemeester van Meerkerk (18??-1831?) en Nieuwland (18??-1831?) |
| 1831 - 1844  | Hendrik Verrips                          |                    | 1766-1850                                                                                |
| 1844 - 1852  | Huybert van Iperen                       |                    | 1801-1874                                                                                |
| 1852 - 1864? | A.J. van Steenbergen                     |                    | tevens burgemeester van Meerkerk (1851-1864) en Nieuwland (1852-1864?)                   |
| 1864 - 1868  | J.C. van Osselen                         |                    | tevens burgemeester van Meerkerk en Nieuwland                                            |
| 1868 - 1881  | O.A. Plato                               |                    | tevens burgemeester van Meerkerk en Nieuwland                                            |
| 1881 - 1883  | jhr.mr. Balthazar Willem Theodorus Falck |                    | tevens burgemeester van Meerkerk en Nieuwland                                            |
| 1883 - 1914  | Samuel Hendrik Binkes                    |                    | tevens burgemeester van Meerkerk en Nieuwland, eerder burgemeester van Sommelsdijk       |
| 1914 - 1922  | Barend (B.) Tukker                       |                    | tevens burgemeester van Meerkerk en Nieuwland                                            |
| 1922 - 1941  | Govert Slob                              |                    | tevens burgemeester van Meerkerk en Nieuwland; 1876-1941                                 |
| 1941 - 1953  | W. Geleedst                              |                    | tevens burgemeester van Meerkerk en Nieuwland                                            |
| 1954 - 1956  | Willem Timmerman                         | ARP                | tevens burgemeester van Meerkerk en Nieuwland; 1897-1956                                 |
| 1957 - 1978  | A. Berends                               | ARP                | tevens burgemeester van Meerkerk en Nieuwland                                            |
| 1978 - 1986  | Teus den Breejen                         | ARP/CDA            | tevens burgemeester van Meerkerk en Nieuwland, later burgemeester van Zederik            |